# 影待駅
影待駅（かげまちえき）は、かつて宮崎県西臼杵郡日之影町大字七折にあった高千穂鉄道の高千穂線の駅である。
断崖絶壁に建っており、国道218号に近いが、車道から駅へ向かうには急な階段を5 - 6箇所も昇り降りしなくてはならない。アクセスが悪く、利用客が少ないため秘境駅の一つに挙げられることもあった。

## 歴史
- 1972年（昭和47年）7月22日：国鉄高千穂線の駅として開業[1]。
- 1987年（昭和62年）4月1日：国鉄分割民営化により九州旅客鉄道の駅となる[1]。
- 1989年（平成元年）4月28日：第三セクター転換により高千穂鉄道の駅となる[2]。
- 2005年（平成17年）9月6日：台風14号による被害のため高千穂鉄道全線で運転休止。
- 2008年（平成20年）12月28日：槇峰 - 高千穂間の廃線に伴い廃駅。

## 駅構造
単式ホーム1面1線の地上駅である。無人駅で、駅舎はなく簡素な待合室のみである。

## 利用状況
2003年（平成15年）度の1日平均乗車人員は13人であった。

## 駅周辺
- 国道218号
- 宮崎県道237号北方高千穂線
- 五ヶ瀬川

## 現状
道が封鎖されているため、当駅跡へ向かうことはできない。旧国道からの道は草に覆われている。

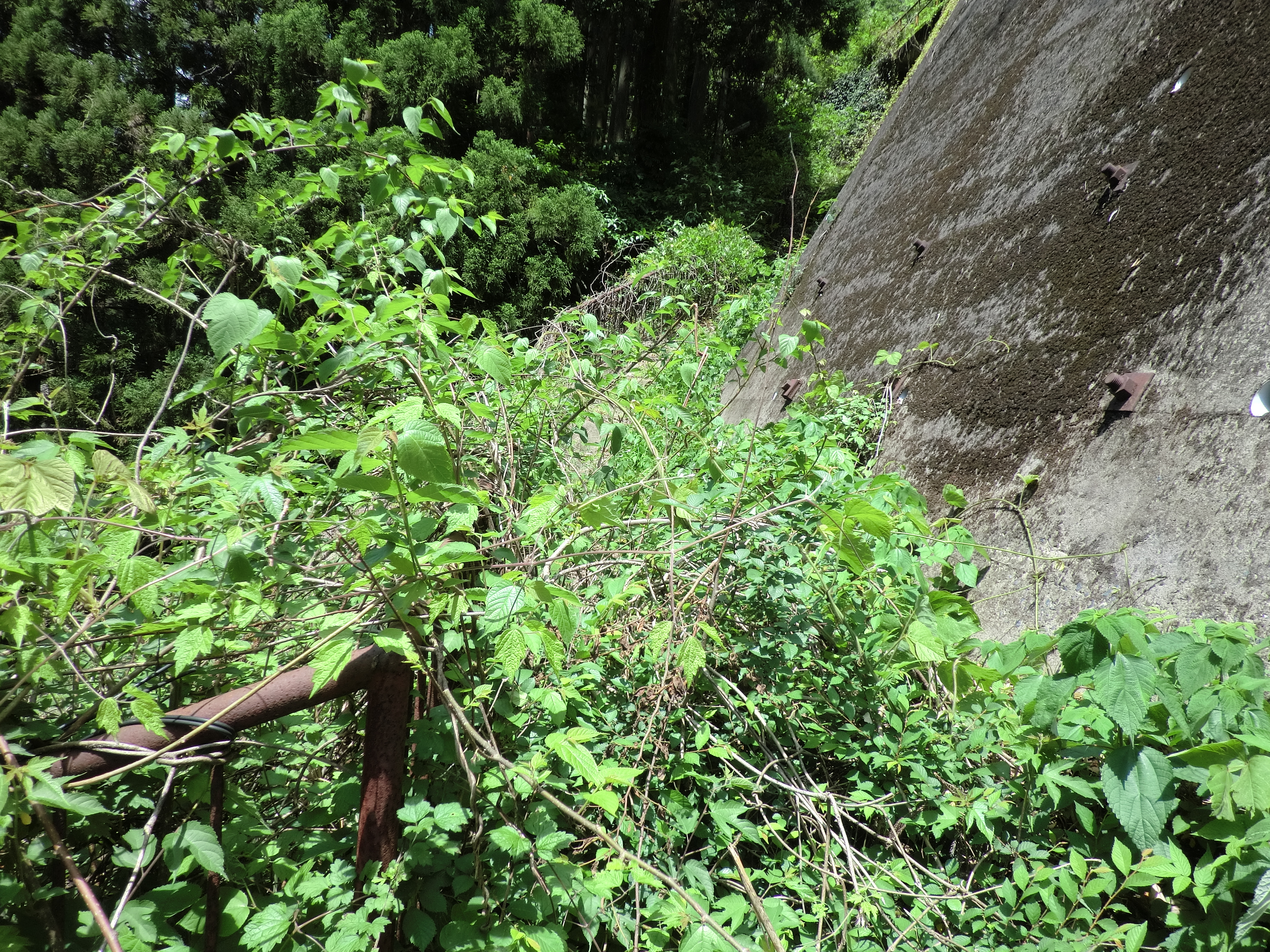
旧影待駅ホームへの通路跡（2012年）
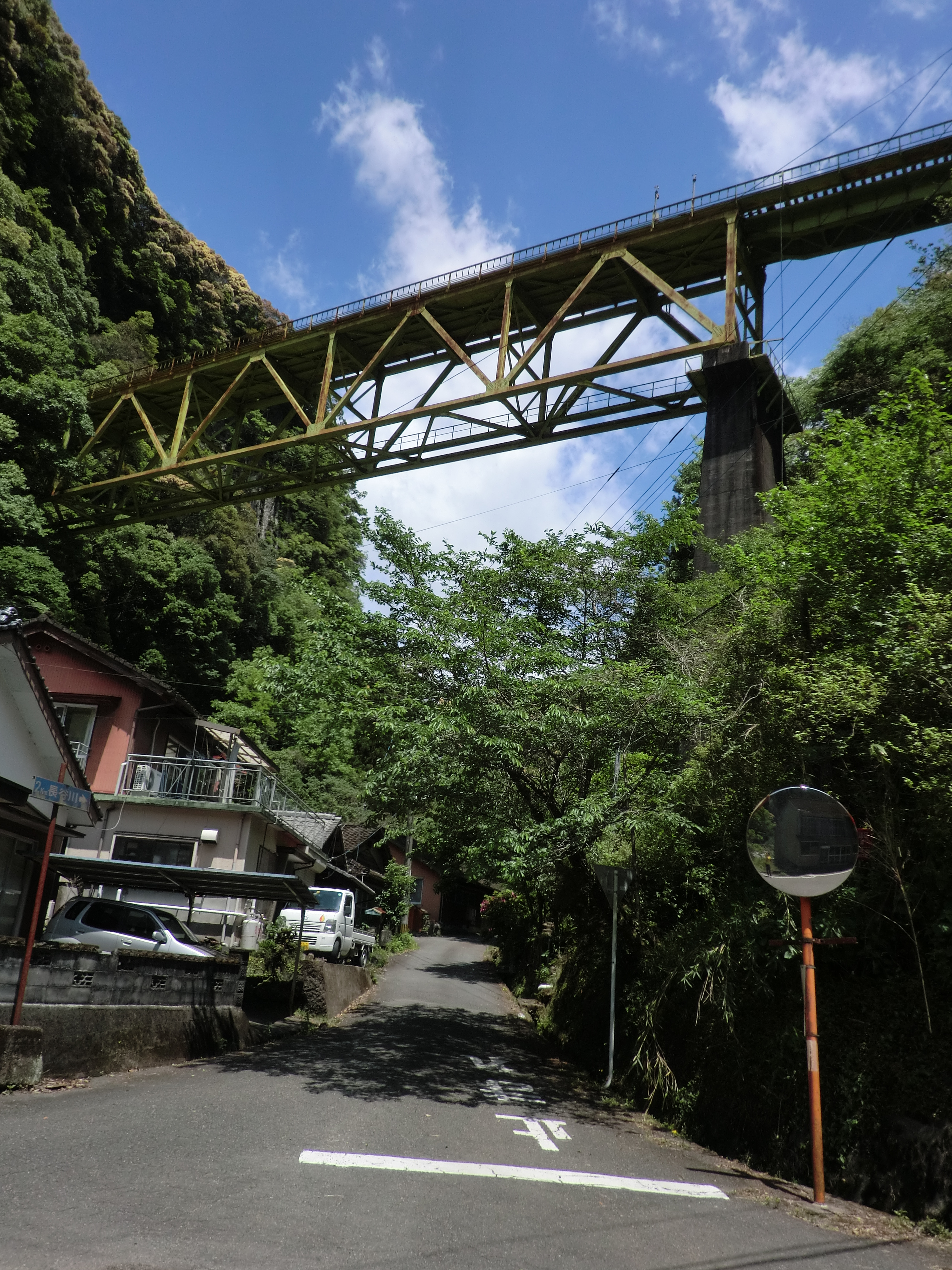
旧影待駅から少し高千穂駅側に掛かる撤去予定の鉄橋遺構（2012年）

## 隣の駅
高千穂鉄道
■高千穂線
日之影温泉駅 - 影待駅 - 深角駅